# Tvrdošín
Tvrdošín (allemand : Turdoschin, hongrois : Turdossin, polonais : Twardoszyn) est une ville de la région de Žilina en Slovaquie, dans la région historique d'Orava.

## Histoire
La première mention écrite de la ville date de 1265.

## Démographie

### Évolution de la population
| Année:               | 1994. | 2004.   | 2014.   | 2024.   |
| -------------------- | ----- | ------- | ------- | ------- |
| Nombre de personnes: | 9427  | 9453    | 9311    | 8695    |
| Différence:          |       | +0,27 % | -1,50 % | -6,61 % |

| Année:               | 2023. | 2024.   |
| -------------------- | ----- | ------- |
| Nombre de personnes: | 8760  | 8695    |
| Différence:          |       | -0,74 % |

## Quartiers
- Tvrdošín
- Medvedzie (depuis 1967)
- Krásna Hôrka (depuis 1974)
- Oravice